# 단북초등학교
단북초등학교는 대한민국 경상북도 의성군 단북면 이연리에 있었던 공립 초등학교이다.

## 학교 연혁
- 1934년 10월 10일 4년제 단북공립보통학교 설립 인가
- 1934년 11월 1일 단북공립보통학교 개교
- 1938년 4월 1일 단북공립심상소학교 개편[1]
- 1940년 4월 1일 6년제 인가
- 1941년 4월 1일 단북공립국민학교 개편[2]
- 일자미상 단북국민학교 개편
- 1968년 4월 1일 단북국민학교 효제분교 설립 인가 및 개교
- 1969년 3월 20일 효제분교장 효제국민학교 승격 분리
- 1981년 3월 1일 병설유치원 개원
- 1994년 3월 1일 신산국민학교 폐교 및 본교 통폐합, 효제국민학교 분교장 격하 편입
- 1996년 3월 1일 단북초등학교 개칭[3]
- 2000년 3월 1일 효제분교장 폐교 및 본교 통폐합
- 2014년 3월 1일 폐교 및 안계초등학교 통폐합[4][5][6]